# Active Torque Transfer System
Das von Honda entwickelte  Active Torque Transfer System (ATTS) ist ein sowohl elektronisch wie mechanisches arbeitendes Hilfssystem, welches durch die Reduktion des Über- und Untersteuerns die Fahreigenschaften von frontgetriebenen Fahrzeugen verbessert.

## Grundprinzip

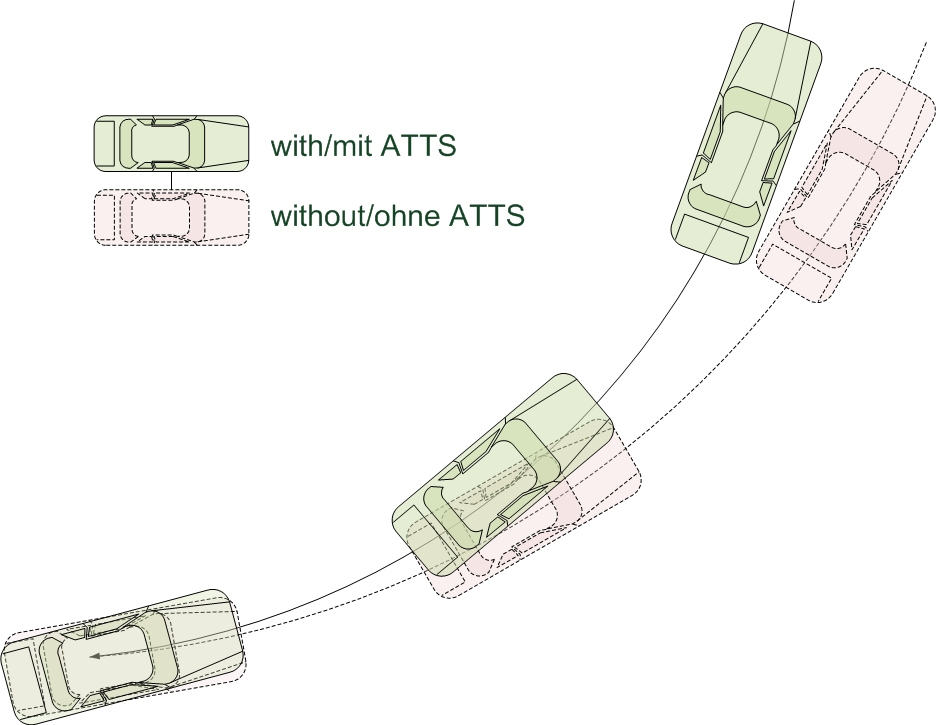
Vergleich einer Kurvenfahrt mit und ohne ATTS

Soll eine Kurve befahren werden, so müssen die kurvenäußeren Räder kräftiger angetrieben werden, als die kurveninneren. Der Radius der Kurve wird immer enger, je größer der Unterschied der Kräfte an den äußeren und inneren Rädern ist. Als Beispiel kann man einen Ruderer im Ruderboot nennen, der mit dem kurvenäußeren Ruder kräftiger rudert, als mit dem kurveninneren.

## Wirkungsweise
Durchfährt ein frontgetriebenes Fahrzeug mit hoher Geschwindigkeit eine Kurve, so neigt das Fahrzeug zum Untersteuern. Das bedeutet, das Fahrzeug fährt einen weiteren Bogen als gewünscht. ATTS greift hier vorbeugend ein, indem es die Antriebskraft auf die angetriebenen Räder variabel verteilt und das stark belastete, kurvenäußere Rad stärker antreibt als das kurveninnere Rad. Das kurvenäußere Rad unterstützt die Kurvenfahrt aktiv und zieht den Wagen zusätzlich.
Weitere positive Effekte sind die Zunahme der Traktion und eine höhere Effektivität.
Das System funktioniert in umgekehrter Wirkungsweise beim Verzögern in einer Kurve und minimiert hierdurch das Übersteuern. Da das Übersteuern bzw. Nachsteuern bei Gaswegnahme in einer Kurve beim sportlichen Fahren durchaus gewünscht sein kann, wird dieser Effekt oft als störend empfunden.

## Dynamische Kraftverteilung
Im Gegensatz zu einem herkömmlichen Differentialgetriebe ist es mit ATTS möglich, unterschiedliche Drehmomente an die Antriebsräder zu bringen. Die dynamische Kraftverteilung hängt vom Kurvenradius, der Getriebeschaltposition, der Querbeschleunigung und dem Lastzustand des Fahrzeuges ab und wird durch zwei Lamellenkupplungen und zwei elektronisch gesteuerte Planetenradsätze erreicht. Erkennt das elektronische ATTS-Momentensteuergerät eine Neigung zum Untersteuern, wird die Antriebskraft so auf das kurvenäußere Rad verteilt, dass sich eine Drehzahldifferenz von bis zu 15 % gegenüber dem kurveninneren Rad ergibt. Diese Aufgabe wird vom mechanischen Momentensteuergerät (MCU-Moment Control Unit) übernommen, die direkt an das Differentialgetriebe angebaut ist. Das System kann bis zu 80 % des Gesamtdrehmomentes an ein Rad abgeben.

## Geschichte
ATTS wurde erstmals 1997 im Sportcoupé Honda Prelude V optional angeboten, aber aufgrund des Aufpreises nur in wenigen Fahrzeugen verbaut. In anderen Fahrzeugen fand ATTS keine Verwendung. Dank des ATTS Systems wurde der Honda Prelude im amerikanischen Car and Driver Magazine 1997 zum „best-handling car under $30,000“ gewählt. Die Modelle mit ATTS trugen die zusätzliche Bezeichnung SH („Super-Handling“).
Heute gilt der sehr innovative Ansatz von ATTS jedoch als überholt da sich mit elektronischen, sogenannten intelligenten Differenzialsperren ein ähnlicher Effekt erzielen lässt. Eine Weiterentwicklung des ATTS ist der Allradantrieb SH-AWD (Super Handling All Wheel Drive) des Honda Legend.